# Loodgekoelde reactor

Schema van de loodgekoelde reactor: links de reactor met splijtstofstaven, regelstaven, gesmolten lood/bismut en warmtewisselaars, rechts de secundaire kring met gas en een gasturbine, turbogenerator, warmtewisselaar, compressoren en intercoolers

Een loodgekoelde reactor is een kweekreactor waarbij gesmolten lood of een eutecticum van lood en bismut dient als koelstof.

## Principe
Zowel lood als bismut hebben zware kernen (en daardoor een lage neutronenabsorptie) en een laag smeltpunt: 123,5°C voor het eutecticum. Het lood werkt als neutronenreflector en weerkaatst neutronen terug naar de reactorkern. Daarnaast beschermt het goed tegen gammastraling. In tegenstelling tot natrium reageert lood niet met water. Het gesmolten lood circuleert door natuurlijke convectie: het hete lood stijgt en het afgekoelde lood daalt.
Het hete lood draagt in warmtewisselaars warmte over op gas van de secundaire kring. Dat gas drijft een gasturbine met turbogenerator aan en stroomt dan via een warmtewisselaar, compressoren en intercoolers weer naar de warmtewisselaars in de reactor.

## Toepassingen

### Rusland
De Sovjet-Unie heeft het principe in de jaren '70 toegepast op kernduikboten van de Alfa-klasse. De OK-550-reactor en de BM-40A-reactor leverden 155 megawatt thermisch vermogen. Ze worden nu verder ontwikkeld tot de SVBR-100 (Svintsovo-Vismutovyi Bystryi Reaktor - lood-bismut snelle reactor). 
Daarnaast wordt ook gewerkt aan een volledig nieuw concept, BREST-300 (voor Bystry REaktor so Svintsovym Teplonositelem - snelle reactor met loodkoeling). Rosatom wil tegen 2020 over een eerste reactor beschikken op de bestaande site Siberische Chemische Combine (SCC) van Seversk, Oblast Tomsk. Bedoeling is om te werken met een gesloten splijtstofcyclus, waarbij gebruikte splijtstof lokaal terug opgewerkt en hergebruikt wordt. Daartoe zullen op de site ook fabrieken komen voor de productie van de nitride uranium-plutonium splijtstof, en later voor de opwerking ervan.

### Europa
In Europa is een onderzoekstraject uitgetekend waarvan loodgekoelde reactoren een onderdeel vormen: het LEADER-project dat moet uitmonden in een European Lead-cooled Fast Reactor (ELFR, 600 MWe). De Belgische reactor MYRRHA in Mol moet hiervan een eerste manifestatie worden, maar streeft ook andere doeleinden na. De eigenlijke demonstratie wordt ALFRED (120 MWe) in het Roemeense Mioveni.